# ГЕС Танакпур
ГЕС Танакпур – гідроелектростанція на півночі Індії у штаті Уттаракханд. Використовує ресурс із річки Сарди, правої притоки Ґхаґхари, яка в свою чергу впадає ліворуч до Гангу. Можливо відзначити, що вище по течії планується спорудження спільної індо-непальської ГЕС Панчешвар.
В межах проекту річку перекрили бетонною гравітаційною греблею висотою від підошви фундаменту 26 метрів та довжиною 425 метрів, яка утримує водосховище з площею поверхні 2,4 км2 та корисним об’ємом 7,2 млн м3. Зі сховища по правобережжю прокладено дериваційний канал довжиною 6,4 км, який подає ресурс до наземного машинного залу.
Основне обладнання станції складають три турбіни типу Каплан потужністю по 31,4 МВт, які при напорі у 21 метр забезпечують виробництво 452 млн кВт-год електроенергії на рік.
Відпрацьована вода повертається у річку по відвідному каналу довжиною 1,15 км.
Видача продукції відбувається по ЛЕП, розрахованій на роботу під напругою 220 кВ.